# Diaenobunus
Diaenobunus is een geslacht van hooiwagens uit de familie Triaenonychidae.
De wetenschappelijke naam Diaenobunus is voor het eerst geldig gepubliceerd door Roewer in 1914. 

## Soorten
Diaenobunus is monotypisch en omvat slechts de volgende soort:
- Diaenobunus armatus